# Gagrella cinctipes
Gagrella cinctipes is een hooiwagen uit de familie Sclerosomatidae.